# Gwyneth Jones (schrijfster)
Gwyneth Jones (Manchester, 14 februari 1952) is een Engelse schrijfster van sciencefiction en high fantasy in de nabije toekomst. Ze schrijft ook voor tieners onder het pseudoniem Ann Halam. Haar werk heeft vaak sekse en feminisme als thema's. 
Jones heeft in 1996 twee World Fantasy Awards gewonnen, met het korte verhaal The Grass Princess en met de verzamelbundel Seven Tales and a Fable. Ze kreeg de BSFA Award in 1998 voor het korte verhaal La Cenerentola en in 2002 de Arthur C. Clarke Award voor de roman Bold As Love. In 2004 won ze de Philip K. Dick Award met de roman Life.
Gwyneth Jones woont in Brighton met haar echtgenoot en zoon.

### Als Gwyneth Jones
Romans
- Divine Endurance
  - Divine Endurance (1984)
  - Flowerdust (1993)

- White Queen trilogie
  - White Queen (1991)
  - North Wind (1994)
  - Phoenix Café (1997)

- Bold As Love cyclus
  - Bold As Love (2001)
  - Castles Made Of Sand (2002)
  - Midnight Lamp (2003)
  - Band of Gypsys (2005)
  - Rainbow Bridge (2006)
  - The Grasshopper's Child (e-book, eigen publicatie)

- Escape Plans (1986)
- Kairos (1988)
- Life (2004)
- Spirit: or The Princess of Bois Dorman (2010)

'Verzamelbundels
- Identifying the Object (1993)
- Seven Tales And a Fable (1995)
- Deconstructing the Starships: Science, Fiction and Reality (1999) (non-fictie)
- Grazing the Long Acre (2009)
- The Buonarotti Quartet (2009)
- The Universe of Things (2011)

### Als Ann Halam
- Ally, Ally, Aster. London: Allen & Unwin, 1981
- The Alder Tree. London: Allen & Unwin, 1981
- King Death's Garden. London: Orchard Books, 1986
- The Inland trilogy
  - The Daymaker. London: Orchard Books, 1987
  - Transformations. London: Orchard Books, 1988
  - The Skybreaker. London: Orchard Books, 1990
- Dinosaur Junction. London: Orchard Books, 1992
- The Haunting of Jessica Raven. London: Orion, 1994
- The Fear Man. London: Orion, 1995
- The Powerhouse. London: Orion, 1997
- Crying in the Dark. London: Dolphin, 1998
- The N.I.M.R.O.D. Conspiracy. London: Dolphin, 1999
- Don't Open Your Eyes. London: Dolphin, 1999
- The Shadow on the Stairs. Edinburgh: Barrington Stoke, 2000
- Dr. Franklin's Island. London: Orion/Dolphin, 2001
- Taylor Five. London: Dolphin, 2002
- Finders Keepers. Edinburgh: Barrington Stoke, 2004.
- Siberia. London: Orion, 2005 (shortlist Booktrust Teenage Prize), in het Nederlands vertaald als: Weg van het rode oog
- Snakehead. London: Orion, 2007